# کاکتوس‌های جوجه‌تیغی
اکینوکاکتوس(نام علمی: Echinocactus) نام یک سرده از تیره کاکتوس است.